# Pandanus pleiocephalus
Pandanus pleiocephalus là một loài thực vật có hoa trong họ Dứa dại. Loài này được Martelli ex Fagerl. miêu tả khoa học đầu tiên năm 1940.